# Antillicharis naskreckii
Antillicharis naskreckii är en insektsart som beskrevs av Otte, D. och Perez-gelabert 2009. Antillicharis naskreckii ingår i släktet Antillicharis och familjen syrsor. Inga underarter finns listade i Catalogue of Life.